# Pusula padreserrai
Pusula padreserrai är en snäckart som beskrevs av Ten Cate 1979. Pusula padreserrai ingår i släktet Pusula och familjen Triviidae. Inga underarter finns listade i Catalogue of Life.